# Сліпорід (річка)
Сліпорі́д — річка в Україні, в межах Гребінківського, Оржицького та Лубенського районів Полтавської області. Права притока Сули (басейн Дніпра).

## Опис
Довжина річки 83 км, площа басейну 560 км². Переважна ширина річища 4—10 м. Долина трапецієподібна, завширшки до 2 км, завглибшки до 15 м. Заплава у верхів'ї заболочена, на значній протяжності осушена, її ширина 400—500 м. Річище звивисте, на окремих ділянках розчищене, є руслові ставки. Похил річки 0,32 м/км.  Середня багаторічна витрата води р. Сліпорід (с. Олександрівка) становить 0,75 м³/с. Середньорічна мінералізація води становить близько 756 мг/дм³. 
Через планове висушення боліт в 1970-х роках річка станом на 2025рік має ширину 3—4 м та майже повністю заболочена. 
У річці водяться такі види риб: в'юн, карась, щука. 

## Розташування
Сліпорід бере початок на захід від села Сліпорід-Іванівка. Тече переважно на південний схід. Впадає до Сули на північний схід від села Мацківців. 
Основні притоки: Величків, В'язівець (ліві). 
Населені пункти: Тарасівка, Лазірки, смт Новооржицьке, Воронинці та ще декілька сіл.